# Chaudeney-sur-Moselle
Chaudeney-sur-Moselle é uma comuna francesa na região administrativa de Grande Leste, no departamento de Meurthe-et-Moselle. Estende-se por uma área de 8,34 km². Em 2010 a comuna tinha 736 habitantes (densidade: 88,2 hab./km²).